# Hypoestes mindorensis
Hypoestes mindorensis är en akantusväxtart som beskrevs av Merrill. Hypoestes mindorensis ingår i släktet Hypoestes och familjen akantusväxter. Inga underarter finns listade i Catalogue of Life.